# Trichosilia pulchrella
Trichosilia pulchrella is een vlinder uit de familie van de uilen (Noctuidae). De wetenschappelijke naam van de soort is voor het eerst geldig gepubliceerd in 1912 door Bang-Haas.